# Verenigd Koninkrijk op het Eurovisiesongfestival 2001
Het Verenigd Koninkrijk nam deel aan het Eurovisiesongfestival 2001. Het land werd vertegenwoordigd door de zangeres Lindsay Dracass met het lied No dream impossible

## Selectieprocedure
De nationale finale, A song for Europe, deed dienst als de selectieprocedure. Een halve finale werd gehouden op 26 januari 2001 en de eigenlijk finale op 11 maart 2001. Terry Wogan en Ken Bruce presenteerden de halve finale en Katy Hill de finale.
Acht artiesten namen deel aan de halve finale, waarvan de top 4 doorging naar de finale.
| Volgorde | Lied                  | Artiest         | Finalist | Televoting | Plaats |
| -------- | --------------------- | --------------- | -------- | ---------- | ------ |
| 1        | Just another rainbow  | Lucy Randell    | F        | 19337      | 3      |
| 2        | King of love          | Charlotte Henry | -        | -          | -      |
| 3        | Men                   | Nanne           | F        | ?          | 4de    |
| 4        | No dream impossible   | Lindsay D       | F        | 45564      | 1ste   |
| 5        | That's my love        | Tony Moore      | F        | 31895      | 2de    |
| 6        | To die for            | Luke Galliana   | -        | -          | -      |
| 7        | Twisted               | Moneypenny      | -        | -          | -      |
| 8        | Why should I love you | Obsession       | -        | -          | -      |

## In Kopenhagen
In Denemarken moest het Verenigd Koninkrijk aantreden als 16de, net na Turkije en voor Slovenië. Op het einde van de puntentelling bleek dat ze op een vijftiende plaats was geëindigd met 28 punten.
België nam niet deel in 2001 en Nederland gaf 2 punten deze inzending.

### Gekregen punten

#### Finale
| 12 punten | 10 punten | 8 punten                                         | 7 punten                                   | 6 punten |
| --------- | --------- | ------------------------------------------------ | ------------------------------------------ | -------- |
|           |           |                                                  |                                            |          |
| 5 punten  | 4 punten  | 3 punten                                         | 2 punten                                   | 1 punt   |
|           | - Ierland | - Kroatië - Letland - Litouwen - Malta - Rusland | - Duitsland - Nederland - Polen - Portugal | - Spanje |

### Punten gegeven door Verenigd Koninkrijk

#### Finale
Punten gegeven in de finale:
| 12 punten | Estland     |
| 10 punten | Denemarken  |
| 8 punten  | Zweden      |
| 7 punten  | Griekenland |
| 6 punten  | Frankrijk   |
| 5 punten  | Ierland     |
| 4 punten  | Litouwen    |
| 3 punten  | Spanje      |
| 2 punten  | Duitsland   |
| 1 punt    | Malta       |

1957 · 1958 · 1959 · 1960 · 1961 · 1962 · 1963 · 1964 · 1965 · 1966 · 1967 · 1968 · 1969 · 1970 · 1971 · 1972 · 1973 · 1974 · 1975 · 1976 · 1977 · 1978 · 1979 · 1980 · 1981 · 1982 · 1983 · 1984 · 1985 · 1986 · 1987 · 1988 · 1989 · 1990 · 1991 · 1992 · 1993 · 1994 · 1995 · 1996 · 1997 · 1998 · 1999 · 2000 · 2001 · 2002 · 2003 · 2004 · 2005 · 2006 · 2007 · 2008 · 2009 · 2010 · 2011 · 2012 · 2013 · 2014 · 2015 · 2016 · 2017 · 2018 · 2019 · 2020 · 2021 · 2022 · 2023 · 2024 · 2025